# Skolopofor
Skolopofor – podstawowa jednostka funkcjonalna narządów tympanalnych i narządów chordotonalnych, stanowiących narządy zmysłu owadów. Rejestruje mechaniczne bodźce zmysłowe. Jest zbudowany z dwóch komórek okrywających oraz jednego, dwubiegunowego neuronu, którego dendryt zakończony jest skoloposem (sztyfcikiem).